# It Ain't Over 'til It's Over
It Ain't Over 'til It's Over è una canzone di Lenny Kravitz. Si tratta del secondo singolo estratto dal suo secondo album in studio, Mama Said (1991).

## Descrizione
Inizialmente Lenny Kravitz, rendendosi conto del potenziale successo che avrebbe potuto riscuotere la canzone, non voleva pubblicarla, desiderando rimanere un artista underground, ma pensò addirittura di cederla al cantante Smokey Robinson. Solo quando intervenne l'etichetta Virgin, Kravitz venne alla fine convinto a includerla nel suo album Mama Said.
Pubblicata come singolo nel maggio 1991, It Ain't Over 'til It's Over la canzone è una ballata musicalmente ispirata da Motown, Philadelphia soul ed Earth, Wind & Fire. Il riff di fiato nel finale fu eseguito da Phenix Horns, una delle voci del gruppo Earth, Wind & Fire.
Il testo venne scritto da Kravitz mentre il cantante era in depressione per via della crisi matrimoniale con la sua ex moglie, Lisa Bonet, e la canzone voleva essere un tentativo di riconciliazione. Infatti il titolo stesso della canzone è un richiamo alla rottura della relazione: "Non è finita finché non è finita".
Nel 2007 la cantante inglese Mutya Buena eseguì un campionamento di It Ain't Over 'til It's Over, per il suo singolo Real Girl.

## Video musicale
Il videoclip della canzone, diretto da Jesse Dylan, mostra Kravitz e la sua band che eseguono il brano. È presente anche una sezione di violino, che suona il tema della canzone.

## Successo commerciale
It Ain't Over 'til It's Over è il singolo di maggior successo in assoluto di Lenny Kravitz sulla classifica Billboard Hot 100. Infatti, dopo la sua pubblicazione, arrivò seconda solo ad (Everything I Do) I Do It for You di Bryan Adams.
Nelle classifiche della Gran Bretagna la canzone arrivò all'undicesimo posto, superando le 200.000 vendite e venendo quindi certificata disco d'argento.

## Lista tracce
CD single and 12" single
1. It Ain't Over 'til It's Over – 3:55
2. I'll Be Around – 2:52
3. The Difference Is Why – 4:48

7" single
1. It Ain't Over 'til It's Over – 3:55
2. The Difference Is Why – 4:48

## Classifiche
| Classifica (1991)                    | Massima posizione |
| ------------------------------------ | ----------------- |
| Australian ARIA Singles Chart        | 10                |
| Ö3 Austria Top 40                    | 25                |
| French SNEP Singles Chart            | 29                |
| Irish Singles Chart                  | 14                |
| Swedish Singles Chart                | 21                |
| Official Singles Chart               | 11                |
| U.S. Billboard Hot 100               | 2                 |
| U.S. Billboard Hot R&B/Hip-Hop Songs | 10                |